# Кастельфидардо
Кастельфидардо (итал. Castelfidardo) — коммуна в Италии, располагается в регионе Марке, в провинции Анкона.
Население составляет 18 550 человек (2008 г.), плотность населения составляет 554 чел./км². Занимает площадь 33 км². Почтовый индекс — 60022. Телефонный код — 071.
В городе сосредоточена промышленность по выпуску аккордеонов, проводятся многочисленные международные конкурсы аккордеонистов и баянистов всех стран. Установлен памятник аккордеону, среди имён на нём есть имя баяниста Юрия Казакова
Покровителями коммуны почитаются святые Виктор и Корона, празднование 14 мая.

## Демография
Динамика населения:

## Администрация коммуны
- Официальный сайт: http://www.castelfidardo.it